# Ptinus podolicus
Ptinus podolicus é uma espécie de insetos coleópteros polífagos pertencente à família Anobiidae.
A autoridade científica da espécie é Iablokoff-Khnzorian & Karapetyan, tendo sido descrita no ano de 1991.
Trata-se de uma espécie presente no território português.